# 디에고 루가노
디에고 알프레도 모레노 루가노(스페인어: Diego Alfredo Moreno Lugano, 1980년 11월 2일, 카넬로네스 ~ )는 우루과이의 전 축구 선수이다. 그의 특기는 오프사이드 라인 조율능력으로 상대 공격수를 오프사이드로 유도하는 능력이 탁월하다.

## 클럽 경력
루가노는 1999년, 클루브 나시오날 데 푸트볼에서 축구를 시작했다. 두 시즌뒤 2001년 그는 플라사 콜로니아로 이적했다. 플라사 콜로니아에서 두 시즌 동안 보여준 그의 성적으로 인해 브라질 세리에 A에서 관심을 받기 시작했고 결국 상파울루 FC로 이적한다.

### 상파울루
2002년 상파울루 FC로 이적한 루가노는 자신의 모든 것을 보여주었다. 총 96경기를 뛰었으며 8골을 득점하였다.
2005년에는 상파울루 FC를 코파 리베르타도레스와 FIFA 클럽 월드컵에서 우승 시키는게 큰 기여를 했고 그의 활발한 플레이와 든든한 수비 실력은 많은 유럽 팀들에게까지 퍼진다.

### 페네르바체
2006년, 많은 유럽 팀들이 루가노를 원했지만 결국 루가노의 선택은 페네르바체 SK였고 이적한 첫 시즌부터 환상적인 활약을 보여주며 2006-07 시즌, 페네르바체 SK의 우승에 공을 세운다. (특히 2006-07 시즌은 페네르바흐체의 창립 100년째였기 때문에 의미가 컸다.)
활약을 계속 하던 그는 페네르바체 SK 팬들이 뽑은 팀 내 최고의 외국인 선수에 뽑혔다.
그러나 잦은 옐로 카드와 퇴장은 가끔 팀을 위태롭게도 하였고 특히 2008-09 시즌에는 갈라타사라이 SK 더비에서 경기 도중 엠레 아시으크에게 박치기를 해, 두 팀 선수들간에 심한 몸 다툼을 만들어냈고 사건의 시발점인 루가노는 결국 출장 정지를 당한다.
그 일이 있은 후 여름 이적기간에 그의 이적설이 나돌았으나 결국 다시 재계약 하며 2009-10 시즌 다시 쉬크뤼 사라졸루 경기장에 남게 되었다.

### 파리 생제르맹
2011년, 페네르바체가 승부조작에 연루되어 챔피언스리그 출장 자격을 박탈당하자 파리 생제르맹 FC로 이적하였다.

## 국가대표 경력
처음으로 2003년에 우루과이 국가대표팀에 승선한 루가노는 2006년에 국가대표팀의 주장이 되었다. 총 91경기에 9골을 넣었다.
2014년 FIFA 월드컵 남아메리카 지역 예선 9라운드 아르헨티나와의 원정경기에서 그의 조국 우루과이는 루가노가 출장한 상태에서 아르헨티나를 상대로 철벽수비를 보이며 박빙을 연출했으나 루가노가 부상으로 교체되자마자 내리 3골을 허용하며 아르헨티나에게 패배했다.
그는 또한 2014년 FIFA 월드컵에도 출전하였으며 첫경기인 코스타리카전에도 주장으로 출전하였다. 그러나 그는 노쇠화의 기미를보이며 수비 불안 문제로 후반 내리 3골을 내주며 1-3으로 패했다.
토너먼트 16강전에서 콜롬비아에게 0-2로 패하고 탈락한뒤, 그는 어떠한 국가대표팀 경기에도 차출되지않았다

## 수상

### 팀
- 우루과이 프리메라 디비시온 우승
  - 1999-00 클루브 나시오날 데 푸트볼
  - 2000-01 클루브 나시오날 데 푸트볼
- FIFA 클럽 월드컵 우승
  - 2006년 상파울루 FC
- 코파 리베르타도레스 우승
  - 2005년 상파울루 FC
- 쉬페르리그 우승
  - 2006-07 페네르바체 SK
- 쉬페르리그 준우승
  - 2007-08 페네르바체 SK
- 튀르키예 쉬페르 쿠파 우승
  - 2007년 페네르바체 SK
- 튀르키예 쿠파스 준우승
  - 2008-09 페네르바체 SK
- UEFA 챔피언스리그 8강
  - 2007-08 페네르바체 SK

### 개인
- 2007년 페네르바체 SK 팬이 뽑은 팀 내 최고의 외국인 선수